# Danh sách tập phim Cuốn từ điển kỳ bí
Đây là danh sách toàn bộ 331 tập của anime Cuốn từ điển kì bí của tác giả Fujiko F. Fujio. Phim được phát sóng trên kênh Fuji TV từ ngày 27 tháng 3 năm 1988 đến 9 tháng 6 năm 1996.
Dấu *: tập đặc biệt

## Thập niên 1980

### Năm 1987
| STT | Tên tập phim | Ngày phát sóng        |
| --- | --- | --------------------- |
| *   | "Khám phá tuyệt vời! Bách khoa toàn thư Kiteretsu / Tsuyoshio! Tori Tora / Cỗ máy thời gian một chiều / Cuộc phiêu lưu lớn của con tàu" "Daihakken ! KITERETSU dai hyakka / tsuyoi zo ! touguri musha / shin kirou de yattsukero / sora no goyou wa KITERETSU koukuu / katamichi TAIMUMASHIN / KIKKOU fune no daibouken" (大発見!キテレツ大百科 / つよいぞ!唐倶利武者 / しん気ろうでやっつけろ空のご用はキテレツ航空 / 片道タイムマシン / キッコー船の大冒険) | - 2 tháng 11 năm 1987 |

### Năm 1988
| STT | Tên tập phim | Ngày phát sóng gốc   | Ngày phát sóng tiếng Việt |
| --- | --- | -------------------- | ------------------------- |
| 1   | "Mình là Kurosuke / Truy tìm kho báu bằng quả cầu ngầm" (ワガハイはコロ助ナリ / 潜地球で宝さがし！)                     | 27 tháng 3 năm 1988  | 30 tháng 9 năm 2015       |
| 2   | "Cao dán tình yêu / Đoàn rối động vật" (サクラ散ル勉三さん / 動物しばいを作るナリ)                                      | 3 tháng 4 năm 1988   | 5 tháng 10 năm 2015       |
| 3   | "Chuyến thám hiểm Mặt trăng" (手作りロケットで月までアドベンチャー)                                                     | 10 tháng 4 năm 1988  | 6 tháng 10 năm 2015       |
| 4   | "Mắc kẹt trong hang tối / Viên kẹo trả thù" (くらやみでドキドキ / うらみキャンデー)                                     | 17 tháng 4 năm 1988  | 7 tháng 10 năm 2015       |
| 5   | "Đường hầm vận chuyển hành lý thật nhẹ nhàng" (てんぐの抜け穴でらくらくハイキング)                                      | 24 tháng 4 năm 1988  | 12 tháng 10 năm 2015      |
| 6   | "Người máy Samurai trở lại / Dùng đèn như ý dọn nhà" (帰って来たからくり武者 / 如意光でひっこし)                        | 1 tháng 5 năm 1988   | 13 tháng 10 năm 2015      |
| 7   | "Ngôi nhà trải nghiệm / Nón quên nỗi buồn" (みよちゃんとままごとハウス / わすれん帽！？)                                | 8 tháng 5 năm 1988   | 14 tháng 10 năm 2015      |
| 8   | "Khỉ đột Gô-ri-la - Quái vật vũ trụ / Khám phá thành phố tí hon" (宇宙怪魔人ブタゴリラ / ミニタウンで遊ぼう)            | 15 tháng 5 năm 1988  | 19 tháng 10 năm 2015      |
| 9   | "Máy chụp ảnh quá khứ / Kurosuke và Robot phóng viên" (思い出カメラ / 対決！ コロ助対かわら版小僧)                      | 22 tháng 5 năm 1988  | 20 tháng 10 năm 2015      |
| 10  | "Kurosuke và khủng long! Cùng thám hiểm đại dương (Giải cứu khủng long con)" (コロ助と赤ちゃん恐竜！南の海の大冒険！！) | 29 tháng 5 năm 1988  | 21 tháng 10 năm 2015      |
| 11  | "Máy phân thân / Kurosuke cũng muốn đi học" (分身機で人間コピー！？/ コロ助学校へ行く)                                  | 5 tháng 6 năm 1988   | 26 tháng 10 năm 2015      |
| 12  | "Máy tạm ngưng thời gian / Thuốc tăng trưởng nước" (脱時機でのんびり / 水遊びもほどほどに)                              | 12 tháng 6 năm 1988  | 27 tháng 10 năm 2015      |
| 13  | "Ngôi nhà ngọt ngào trên mây" (雪の上のスイートホーム)                                                                  | 19 tháng 6 năm 1988  | 28 tháng 10 năm 2015      |
| 14  | "Chú lính lồng đèn kỳ cục / Đèn mẫu đơn đáng sợ" (ちょうちんおバケ捕物帖 / 怪談ボタン灯)                                | 26 tháng 6 năm 1988  | 2 tháng 11 năm 2015       |
| 15  | "Người bảo vệ tí hon / Trứng bong bóng khổng lồ" (一寸ガードマン / シャボン玉ドーム)                                    | 3 tháng 7 năm 1988   | 3 tháng 11 năm 2015       |
| 16  | "Ngày phụ huynh tới thăm trường" (パパたちの授業参観 親子で野球大会)                                                    | 10 tháng 7 năm 1988  | 4 tháng 11 năm 2015       |
| 17  | "Tongari và chiếc áo tàng hình" (哀しみのトンガリ かくれみので一人ぼっち)                                               | 14 tháng 8 năm 1988  | 9 tháng 11 năm 2015       |
| 18  | "Kì nghỉ hè đáng nhớ" (エジソンに会った 誰にもいえない夏休み)                                                           | 21 tháng 8 năm 1988  | 10 tháng 11 năm 2015      |
| 19  | "Đất sét nước siêu lạnh / Lễ hội mùa hè" (ひんやりヒエヒエ水ねんど / 台風と夏まつり)                                    | 28 tháng 8 năm 1988  | 11 tháng 11 năm 2015      |
| 20  | "Kurosuke trở thành dũng sĩ" (コロ助!パワーアップ大作戦)                                                                | 4 tháng 9 năm 1988   | 16 tháng 11 năm 2015      |
| 21  | "Hành trình đầy chông gai" (走れ42.195キロ！マラソンはこりごりナ リ!！？)                                               | 11 tháng 9 năm 1988  | 17 tháng 11 năm 2015      |
| 22  | "Hội thao đã tới" (町内運動会 MVPは誰の手に！？)                                                                        | 2 tháng 10 năm 1988  | 18 tháng 11 năm 2015      |
| 23  | "Lọ gia vị thần kỳ / Khăn choàng tai dơi" (ふりかけはコロッケの味 / きき耳ずきん)                                       | 16 tháng 10 năm 1988 | 23 tháng 11 năm 2015      |
| 24  | "Đèn trí nhớ / Kurosuke biết yêu" (昼行灯で百点満点 / コロ助恋におちて)                                                 | 23 tháng 10 năm 1988 | 24 tháng 11 năm 2015      |
| 25  | "Hiệp sĩ bí ngô" (キョーレツ！！怪人ドテカボチャン)                                                                     | 30 tháng 10 năm 1988 | 25 tháng 11 năm 2015      |
| 26  | "Kẻ xấu không được cầm lệnh bài" (ひかえい！黄門サマは大悪人？)                                                         | 6 tháng 11 năm 1988  | 30 tháng 11 năm 2015      |
| 27  | "Bí quyết nhào lộn trên xà đơn" (やればできる！逆あがり必勝法)                                                          | 13 tháng 11 năm 1988 | 1 tháng 12 năm 2015       |
| 28  | "Chiếc gương thần kỳ / Korosuke đi coi mắt" (夢のつんつるつづら / コロ助がお見合い)                                     | 20 tháng 11 năm 1988 | 2 tháng 12 năm 2015       |
| 29  | "Xuống lòng đất tìm suối nước nóng" (アッチッチ！温泉さがして地底探検)                                                  | 27 tháng 11 năm 1988 | 7 tháng 12 năm 2015       |
| 30  | "Kurosuke và chú tinh tinh" (コロ助とチビゴリラの友情物語)                                                              | 4 tháng 12 năm 1988  | 8 tháng 12 năm 2015       |
| 31  | "Urashima rùa Taro" (君こそスターだ！浦島亀太郎)                                                                        | 11 tháng 12 năm 1988 | 9 tháng 12 năm 2015       |
| 32  | "Diễn viên đại tài Kiteretsai" (キテレツ斎様は千両役者！？)                                                             | 18 tháng 12 năm 1988 | 14 tháng 12 năm 2015      |
| 33  | "Đi tìm ông già Noel" (サンタクロース見ーつけた)                                                                        | 25 tháng 12 năm 1988 | 15 tháng 12 năm 2015      |

### Năm 1989
| STT | Tên tập phim                                                                                        | Ngày phát sóng gốc   | Ngày phát sóng tiếng Việt |
| --- | --------------------------------------------------------------------------------------------------- | -------------------- | ------------------------- |
| 34  | "Miyoko coi bói tìm chú rể" (みよちゃんの花ムコ占い 10年後は成人式)                                 | 9 tháng 1 năm 1989   | 16 tháng 12 năm 2015      |
| 35  | "Bí ẩn tại vương quốc Tuyết" (雪国でミステリー)                                                     | 16 tháng 1 năm 1989  | 21 tháng 12 năm 2015      |
| 36  | "Khỉ đột Gorila trượt băng / Cuộc thi bơi lội Mùa Đông" (ブタゴリラのスケート特訓 / 寒中水泳大会)   | 22 tháng 1 năm 1989  | 22 tháng 12 năm 2015      |
| 37  | "Cô bé mang cặp đỏ" (新一年生必見！赤いランドセルの女の子)                                          | 29 tháng 1 năm 1989  | 23 tháng 12 năm 2015      |
| 38  | "Công chúa Miyoko và hoàng tử" (王子と結婚！？みよこ姫)                                             | 5 tháng 2 năm 1989   | 28 tháng 12 năm 2015      |
| 39  | "Cùng đi tới Hokkaido" (北斗星で北の国へＵターン)                                                   | 12 tháng 2 năm 1989  | 29 tháng 12 năm 2015      |
| 40  | "Korosuke là thiên tài" (コロ助秀才になる！？)                                                      | 19 tháng 2 năm 1989  | 30 tháng 12 năm 2015      |
| 41  | "Trở về thời Edo" (コロ助若さまのいいなずけ)                                                        | 26 tháng 2 năm 1989  | 4 tháng 1 năm 2016        |
| 42  | "Nhận được thư của khủng long" (恐竜からの招待状 南の国へいらっしゃい！)                            | 12 tháng 3 năm 1989  | 5 tháng 1 năm 2016        |
| 43  | "Khi khỉ đột Gorila "tương tư"" (ブタゴリラあこがれは年上の女の子？)                                | 19 tháng 3 năm 1989  | 6 tháng 1 năm 2016        |
| 44  | "Vào mê cung giải cứu Miyoko" (ウルトラ迷路でウロウロどっきり！？)                                  | 26 tháng 3 năm 1989  | 11 tháng 1 năm 2016       |
| 45  | "Đi tìm loài bướm kỳ diệu" (一攫千金 まぼろしの蝶を探せ)                                            | 16 tháng 4 năm 1989  | 12 tháng 1 năm 2016       |
| 46  | "Rau củ biết nói" (呼べばこたえるヤマビコ野菜)                                                      | 23 tháng 4 năm 1989  | 13 tháng 1 năm 2016       |
| 47  | "Otohime trả ơn" (まかフシギ？乙姫様が鶴の恩返し)                                                   | 30 tháng 4 năm 1989  | 18 tháng 1 năm 2016       |
| 48  | "Máy tạo động đất" (地震のつくり方 / 思い出ハウスで仲直り)                                          | 7 tháng 5 năm 1989   | 19 tháng 1 năm 2016       |
| 49  | "Đèn hào quang" (当選確実！クラス委員は脚光灯で)                                                    | 14 tháng 5 năm 1989  | 20 tháng 1 năm 2016       |
| 50  | "Khỉ đột Gorila không ăn rau củ nữa" (ウソ！あのブタゴリラが野菜嫌いに！？)                         | 21 tháng 5 năm 1989  | 25 tháng 1 năm 2016       |
| 51  | "Đi tìm kho báu dưới lòng đất" (キンキラ金山見つけた 地底の大冒険)                                  | 28 tháng 5 năm 1989  | 26 tháng 1 năm 2016       |
| 52  | "Cô Shiratori của lớp 5/3" (大人気！５年３組白鳥先生)                                               | 4 tháng 6 năm 1989   | 27 tháng 1 năm 2016       |
| 53  | "Chín sự giúp đỡ đáng sợ của chim Koro là nguy hiểm!" (恐怖の九官鳥 コロ助が危ない！)               | 18 tháng 6 năm 1989  |                           |
| 54  | "Ngay cả nước mắt của kiếm sĩ trong sự phấn khích" (感激鐘で武士の目にも涙ナリ)                     | 25 tháng 6 năm 1989  |                           |
| 55  | "Kiteretsu hoảng loạn? Lệnh cấm phát minh của ba" (キテレツ大ピンチ？パパの発明禁止令！)            | 9 tháng 7 năm 1989   |                           |
| 56  | "Chụp tốt! Cung điện lớn của Babylon ở Hollywood" (撮影快調！ハリウッドのバビロン大宮殿)            | 23 tháng 7 năm 1989  |                           |
| 57  | "Lời tiên tri vĩ đại! Nhật báo của Korosuke" (大予言！コロ助のあした草紙)                           | 30 tháng 7 năm 1989  |                           |
| 58  | "Phát minh rồi!Kỳ nghỉ hè đi ngủ" (ついに発明！夏休みを３倍にする夢遊境)                            | 6 tháng 8 năm 1989   |                           |
| 59  | "Cái búa tạ ơn" (骨折り損のくたびれ小槌)                                                            | 13 tháng 8 năm 1989  |                           |
| 60  | "Một ngày tháng tám, con cá voi lạc bay lên trời" (八月のある日、迷い子クジラが空とんだ)            | 20 tháng 8 năm 1989  |                           |
| 61  | "Chuyến bay đáng sợ ! Một lô với một nửa gương" (こわいの飛んでけ！三半鏡でバッチリ)                | 27 tháng 8 năm 1989  |                           |
| 62  | "Có nhiều quái vật! Hoảng loạn trong trại." (おばけがいっぱい！？キャンプでパニック)                | 3 tháng 9 năm 1989   |                           |
| 63  | "Chạy đi!Giấc mơ xe 4 bánh Grand pix của Tongari" (走れ！トンガリ号 夢の四駆グランプリ)             | 10 tháng 9 năm 1989  |                           |
| 64  | "Ngạc nhiên ghê!Khung thuyền bằng gỗ" (まことナリ！キッコー船で山のぼり)                            | 17 tháng 9 năm 1989  |                           |
| 65  | "Gorilla và Pig gorilla, một trong số đó là Gorilla" (ゴリラとブタゴリラ・どっちがゴリラ)           | 1 tháng 10 năm 1989  |                           |
| 66  | "Cười to lên! Cô gái đó đang tới" (大爆笑！あの乙姫がやって来た)                                    | 22 tháng 10 năm 1989 |                           |
| 67  | "Trời đang mưa! Đặt chiếc ô đã quên của bạn trong tay của bạn" (雨あめ降れふれ！忘れな傘を君の手に) | 29 tháng 10 năm 1989 |                           |
| 68  | "Hãy đến gần vương quốc bí ẩn! Miyoko là Himiko?" (邪馬台国の謎に迫る！みよ子がヒミコ？)            | 5 tháng 11 năm 1989  |                           |
| 69  | (秋探し みんなそろって結婚式フルコース)                                                             | 12 tháng 11 năm 1989 |                           |
| 70  | (テストもバッチリ！！一夜漬けマクラ)                                                                | 19 tháng 11 năm 1989 |                           |
| 71  | (あと５分！そんなときこそ時間逆転機)                                                                | 26 tháng 11 năm 1989 |                           |
| 72  | (みつばちじいやがやって来た)                                                                        | 3 tháng 12 năm 1989  |                           |
| 73  | (サンタの孫はマッチ売りの少女ナリ！)                                                                | 10 tháng 12 năm 1989 |                           |
| 74  | (ついに成功！2001年大学キャンパスの旅)                                                              | 17 tháng 12 năm 1989 |                           |
| 75  | (見たか悪漢！二刀流コロ助 西部を行く)                                                               | 24 tháng 12 năm 1989 |                           |

## Thập niên 1990

### Năm 1990
| STT | Tên tập phim                             | Ngày phát sóng       |
| --- | ---------------------------------------- | -------------------- |
| 76  | (雪山メルヘン！長靴をはいたクマ物語)     | 14 tháng 1 năm 1990  |
| 77  | (ポッカポッカ！コタツムリで春がきた)     | 21 tháng 1 năm 1990  |
| 78  | (上がれやっこだこ!江戸時代から の贈り物) | 28 tháng 1 năm 1990  |
| 79  | (受験生必見！勉三さんに春は来るか！？)   | 4 tháng 2 năm 1990   |
| 80  | (極秘情報！ブタゴリラは女だった？！)     | 11 tháng 2 năm 1990  |
| 81  | (絶滅寸前！キテレツ流トキ救出大作戦)     | 18 tháng 2 năm 1990  |
| 82  | (クマのコロ助 天狗の抜け穴でご対面ーン)  | 25 tháng 2 năm 1990  |
| 83  | (思い出宙返り・勉三母さんやって来た)     | 4 tháng 3 năm 1990   |
| 84  | (トンガリパニック！め組人形大騒動)       | 11 tháng 3 năm 1990  |
| 85  | (コロ助珍道中 花のお江戸でアルバム作り)  | 18 tháng 3 năm 1990  |
| 86  | (コロ助の消えたバースデープレゼント)     | 25 tháng 3 năm 1990  |
| 87  | (迷い子にサヨナラ！方向音虫ブローチ！！) | 15 tháng 4 năm 1990  |
| 88  | (家庭訪問にバッチリ！！ながっちりめん)   | 22 tháng 4 năm 1990  |
| 89  | (コロ助のライバル 豆コロでござる！！)    | 6 tháng 5 năm 1990   |
| 90  | (あっぱれ扇子で豆コロ旋風！)             | 20 tháng 5 năm 1990  |
| 91  | (とんでけ五月病？！みよちゃん雲にのる)   | 27 tháng 5 năm 1990  |
| 92  | (コロ助ピンチ！武士はウソをつかぬナリ)   | 3 tháng 6 năm 1990   |
| 93  | (仰天告白！ウチの二階のかわいいポニー)   | 10 tháng 6 năm 1990  |
| 94  | (どすこい！犬型神隠し発見器で力士捜し)   | 17 tháng 6 năm 1990  |
| 95  | (ど忘れ玉でチマキに雨ふる勉三さん)       | 24 tháng 6 năm 1990  |
| 96  | (お金のなる本！キュリー夫人とにんじん)   | 1 tháng 7 năm 1990   |
| 97  | (21世紀からブタゴリラ親子がやって来た)   | 8 tháng 7 năm 1990   |
| 98  | (黄門さまもびっくり！？めしどき印籠ナリ) | 29 tháng 7 năm 1990  |
| 99  | (ツルの折れない人この指とまれ！)         | 5 tháng 8 năm 1990   |
| 100 | (過去板消しで判明！？八百八は魚屋だった) | 12 tháng 8 năm 1990  |
| 101 | (真夏の花博で大百科外伝をみつけ出せ！)   | 19 tháng 8 năm 1990  |
| 102 | (夏の海でかわいそうなバナナがＳＯＳ！)   | 26 tháng 8 năm 1990  |
| 103 | (宿題があぶない！8月32日を作ろう！！)    | 2 tháng 9 năm 1990   |
| 104 | (リーンリーン！こちら鈴虫ロックバンド)   | 9 tháng 9 năm 1990   |
| 105 | (お祭りの天才コロ助と笛吹き勉ちゃん!)    | 16 tháng 9 năm 1990  |
| 106 | (コロ助真っ青!チョンマゲを切られる!?)    | 7 tháng 10 năm 1990  |
| 107 | (トマトはナステフテフは一体何ナリ)       | 21 tháng 10 năm 1990 |
| 108 | (ワーオ!はずかしがり屋の石焼～きイモ)    | 28 tháng 10 năm 1990 |
| 109 | (世にも奇妙な！おしゃべりな野菜たち)     | 4 tháng 11 năm 1990  |
| 110 | (走れ永遠に!幻のSL特急アジア号!!)        | 11 tháng 11 năm 1990 |
| 111 | (ハコダテ、イグアナ、イカソーメン)       | 18 tháng 11 năm 1990 |
| 112 | (コロ助のフィアンセ!むらさきしきふ)      | 25 tháng 11 năm 1990 |
| 113 | (地震!カミナリ!火事!コラー大魔王!?)      | 2 tháng 12 năm 1990  |
| 114 | (大そうじ募金勉三さんに愛の手を!!)       | 9 tháng 12 năm 1990  |
| 115 | (花の命は短いぞ!ブタゴリラ最後の日)      | 16 tháng 12 năm 1990 |
| 116 | (たずね人ダマでホワイトクリスマス)       | 23 tháng 12 năm 1990 |

### Năm 1991
| STT | Tên tập phim                            | Ngày phát sóng       |
| --- | --------------------------------------- | -------------------- |
| 117 | (春や春!大正ロマンのハナ・ハト・マメ)   | 13 tháng 1 năm 1991  |
| 118 | (八百八のCMソング!ミカンセイ交響曲)     | 20 tháng 1 năm 1991  |
| 119 | (厳窟王が八百八の前かけをしていた!)     | 27 tháng 1 năm 1991  |
| 120 | (節分㊙情報!どっこい鬼は生きている)     | 3 tháng 2 năm 1991   |
| 121 | (参観日、小鳥がハイクを作ったよ!)       | 10 tháng 2 năm 1991  |
| 122 | (何でモテるの!?勉三さんとブタゴリラ)    | 17 tháng 2 năm 1991  |
| 123 | (ワガハイがチンチン電車だった頃…)       | 24 tháng 2 năm 1991  |
| 124 | (嫌信丸でズバリ!いい人 悪い人)          | 3 tháng 3 năm 1991   |
| 125 | (ガーン!ワガハイ、犬になりたいナリ!)    | 10 tháng 3 năm 1991  |
| 126 | (大スクープ!八百八に双子の赤ちゃん)     | 17 tháng 3 năm 1991  |
| 127 | (世紀の大失敗作!チュウシングラナリ)     | 24 tháng 3 năm 1991  |
| 128 | (ひみつのコロッケはセーラー服の味ナリ)  | 28 tháng 4 năm 1991  |
| 129 | (キャッシュカードでコロ助指名手配!?)    | 5 tháng 5 năm 1991   |
| 130 | (チルチルさくら!みよ子姫が危ない!!)     | 12 tháng 5 năm 1991  |
| 131 | (これが初恋!?八百屋お七とツーショット)  | 19 tháng 5 năm 1991  |
| 132 | (大異変!ママとボクにヒゲが生えた!?)     | 26 tháng 5 năm 1991  |
| 133 | (究極のずる休みグッズ!仮病マクラ)       | 2 tháng 6 năm 1991   |
| 134 | (アウトドアライフ!ブタゴリラ修行の旅)   | 9 tháng 6 năm 1991   |
| 135 | (ハダカの思い出!さくら湯ものがたり)     | 16 tháng 6 năm 1991  |
| 136 | (遊んでくれないパパたちへ!道楽つづら)   | 23 tháng 6 năm 1991  |
| 137 | (ブタゴリラ主催!緑幼稚園大同窓会)       | 30 tháng 6 năm 1991  |
| 138 | (子供なら見たい!!パパとママの通信簿)    | 7 tháng 7 năm 1991   |
| 139 | (のぞかないで!!トンガリの夢の新婚生活)  | 14 tháng 7 năm 1991  |
| 140 | (むかしの常識!?堂々封切総天然色三本立)  | 4 tháng 8 năm 1991   |
| 141 | (クーラー不要!怪談・百丈島スイカ御殿)   | 11 tháng 8 năm 1991  |
| 142 | (謎また謎氷曜日のカキ水パーティ)        | 18 tháng 8 năm 1991  |
| 143 | (秋がきて…いなかのトンボが東京見物)     | 25 tháng 8 năm 1991  |
| 144 | (プールに出現!ピーターパンのワニ)       | 1 tháng 9 năm 1991   |
| 145 | (警察不要?土下座ぶとんでゴメーン!)      | 8 tháng 9 năm 1991   |
| 146 | (涙の交換日記!ブタゴリラはKくんナリ)    | 15 tháng 9 năm 1991  |
| 147 | (読書の秋!感想イモと筆跡鑑定ロウセキ)   | 22 tháng 9 năm 1991  |
| 148 | (ビックリ仰天!スカートをはいたコロ助)   | 29 tháng 9 năm 1991  |
| 149 | (ママはいらない!?からくり料理人ナリ)    | 20 tháng 10 năm 1991 |
| 150 | (遠足のアイテム!ブタゴリラ七品セット)   | 27 tháng 10 năm 1991 |
| 151 | (教室で指されたくない人へ!指名扇ナリ)   | 3 tháng 11 năm 1991  |
| 152 | (箱根山でドッキリ!江戸時代の山賊たち)   | 17 tháng 11 năm 1991 |
| 153 | (回れ仲直り鶴!ブタゴリラパンツの怒り)   | 24 tháng 11 năm 1991 |
| 154 | (ゲロゲロ!小便小僧になったブタゴリラ)   | 1 tháng 12 năm 1991  |
| 155 | (なぞの物体!ピアノの中のヘタウマドリ)   | 8 tháng 12 năm 1991  |
| 156 | (ブタゴリラもウルウル!黒板の中のママ)   | 15 tháng 12 năm 1991 |
| 157 | (雪だるまがくれたクリスマスプレ ゼント) | 22 tháng 12 năm 1991 |
| 158 | (珍発明!?だまってはさめば宿題スラスラ)  | 29 tháng 12 năm 1991 |
| 159 | (コロ助仰天!やじろ帽でニチコメ友好!?)   | 29 tháng 12 năm 1991 |

### Năm 1992
| STT | Tên tập phim                           | Ngày phát sóng       |
| --- | -------------------------------------- | -------------------- |
| 160 | (開けてびっくり!机の中の遅れたお年玉)  | 12 tháng 1 năm 1992  |
| 161 | (春の珍事!時刻表を書いたブタゴリラ)    | 19 tháng 1 năm 1992  |
| 162 | (ブタゴリラでもスターになれる!丸案鬼…) | 26 tháng 1 năm 1992  |
| 163 | (一家ランラン!?ブタゴリラファミリー)   | 2 tháng 2 năm 1992   |
| 164 | (文明の危機!教室からラーメン一丁)      | 9 tháng 2 năm 1992   |
| 165 | (カチカチ!ブタゴリラの火の用心クラブ)  | 16 tháng 2 năm 1992  |
| 166 | (すれちがいメロドラマ!愛の上越新幹線)  | 23 tháng 2 năm 1992  |
| 167 | (アットホーム!?一家そろって記念写真)   | 1 tháng 3 năm 1992   |
| 168 | (ゾーッ!!江戸時代から来た大きな迷子)   | 8 tháng 3 năm 1992   |
| 169 | (うそみたい!テレビにドアがついていた)  | 15 tháng 3 năm 1992  |
| 170 | (世紀の名犬!のら犬ベンからの贈り物)    | 22 tháng 3 năm 1992  |
| 171 | (キリンにメガネ!?ハシゴローものがたり) | 19 tháng 4 năm 1992  |
| 172 | (海底SOS!龍宮の使いと金歯のサメ)       | 26 tháng 4 năm 1992  |
| 173 | (お茶の間の太陽!ボンボン時計と踏み台)  | 3 tháng 5 năm 1992   |
| 174 | (鳥心器でドッキリ!鳩のハートに大接近)  | 10 tháng 5 năm 1992  |
| 175 | (㊙特訓!トンガリはロッキーになれるか)  | 17 tháng 5 năm 1992  |
| 176 | (仙鏡水で発見!東京でいちばん奇妙な雲)  | 24 tháng 5 năm 1992  |
| 177 | (転校御免!みよちゃんサンキンホータイ)  | 31 tháng 5 năm 1992  |
| 178 | (トンガリドッキリ!ブランデーと錯覚糖)  | 7 tháng 6 năm 1992   |
| 179 | (コロ助の時代!コロッケ5円でバス10円)   | 14 tháng 6 năm 1992  |
| 180 | (田植えツアー!ブタコレラ&トンガラシ)   | 21 tháng 6 năm 1992  |
| 181 | (ベンも仰天!痛いのとんでけ～鎮痛香)    | 28 tháng 6 năm 1992  |
| 182 | (超ふしぎ!?タナバタ竹の子ノーベル賞)   | 12 tháng 7 năm 1992  |
| 183 | (大どろぼう登場!その名は注射ジョー)    | 2 tháng 8 năm 1992   |
| 184 | (迷い人に贈る!メウツリコーナリ)        | 16 tháng 8 năm 1992  |
| 185 | (日本初のUターンかぶと虫!クロ丸ナリ)   | 23 tháng 8 năm 1992  |
| 186 | (ユーレーも真っ青!ブタゴリラの通知票)  | 30 tháng 8 năm 1992  |
| 187 | (語るも涙!ブタゴリラ一家の悲惨な休暇)  | 6 tháng 9 năm 1992   |
| 188 | (ナイターも真っ青!一時だけの大人体験)  | 13 tháng 9 năm 1992  |
| 189 | (実りの秋!田んぼのアイドル田吾作ナリ)  | 20 tháng 9 năm 1992  |
| 190 | (ブタゴリラもポ～!かあちゃん初恋時代)  | 27 tháng 9 năm 1992  |
| 191 | (勉三さんの家に出現!幻のバス停ナリ)    | 25 tháng 10 năm 1992 |
| 192 | (乗れば休日!のらくらはドッジの味方)    | 1 tháng 11 năm 1992  |
| 193 | (八百八の家宝!オンボロ自転車百年号)    | 8 tháng 11 năm 1992  |
| 194 | (秋サンサン!隅田川から愛をこめて)      | 15 tháng 11 năm 1992 |
| 195 | (秋の大運動会!りんりん丸で勝負あった)  | 22 tháng 11 năm 1992 |
| 196 | (ついに発見!遠足名物リュックがなる木)  | 29 tháng 11 năm 1992 |
| 197 | (思い出探険!15年前に恐竜がいた!?)      | 6 tháng 12 năm 1992  |
| 198 | (おーっと!コロ助がタマゴをうんだナリ)  | 13 tháng 12 năm 1992 |
| 199 | (ハワイが消えた!犯人はブタゴリラ!?)    | 20 tháng 12 năm 1992 |
| 200 | (トンガリ激白!!学校がママよりも好き)   | 27 tháng 12 năm 1992 |
| 201 | (レトロー!父ちゃんの思い出オート三輪)  | 27 tháng 12 năm 1992 |

### Năm 1993
| STT | Tên tập phim                          | Ngày phát sóng         |
| --- | ------------------------------------- | ---------------------- |
| 202 | (日本一の福袋逐に出ました100万円)     | - 17 tháng 1 năm 1993  |
| 203 | (雪のプレゼント透明人間でログハウス)  | - 24 tháng 1 năm 1993  |
| 204 | (モデルはどっち!?コロ助対ブタゴリラ)  | - 31 tháng 1 năm 1993  |
| 205 | (ネコの集会!夜中に消えたパパとママ)   | - 7 tháng 2 năm 1993   |
| 206 | (ついに復活!?室町時代の超豪華結婚式)  | - 14 tháng 2 năm 1993  |
| 207 | (大スクープ!?八百八のストーブリーグ)  | - 21 tháng 2 năm 1993  |
| 208 | (愛のプレゼント!マゴにもセーター?)    | - 28 tháng 2 năm 1993  |
| 209 | (デザートは胃薬?みよちゃんクッキング) | - 7 tháng 3 năm 1993   |
| 210 | (ピュ～ッ!北国から来た北風ばあちゃん) | - 14 tháng 3 năm 1993  |
| 211 | (指名手配!恋の落書きボンネットバス)   | - 21 tháng 3 năm 1993  |
| 212 | (八百八の名馬!クマハチダイオーナリ)   | - 18 tháng 4 năm 1993  |
| 213 | (春の正夢!?マイゾーキンとハンバーグ)  | - 25 tháng 4 năm 1993  |
| 214 | (ブタゴリラも真っ青!五月は花の転校生) | - 2 tháng 5 năm 1993   |
| 215 | (勉三さん変身!涙で食べる最後の晩さん) | - 9 tháng 5 năm 1993   |
| 216 | (八百八ピンチ!テケテケテンで自己紹介) | - 23 tháng 5 năm 1993  |
| 217 | (定年記念物!?しあわせの黄色いウサギ)  | - 30 tháng 5 năm 1993  |
| 218 | (八百八のCM!アドバルーンで大売出し)   | - 6 tháng 6 năm 1993   |
| 219 | (恐怖体験!ワープロからお化けが出た～) | - 13 tháng 6 năm 1993  |
| 220 | (御用だ!八百八に江戸時代のドロボーが) | - 20 tháng 6 năm 1993  |
| 221 | (野菜か相撲か!?ブタゴリラの血統書)    | - 27 tháng 6 năm 1993  |
| 222 | (焼き方はミデアム?世紀の貴婦人登場!)  | - 11 tháng 7 năm 1993  |
| 223 | (ブタゴリラショック!母ちゃん面会謝絶) | - 1 tháng 8 năm 1993   |
| 224 | (夏休み先取り!!家出トリオの城下町)    | - 8 tháng 8 năm 1993   |
| 225 | (海水浴の㊙ポイント!江戸時代の百丈島) | - 15 tháng 8 năm 1993  |
| 226 | (学校怪談!!パートの幽霊は昼間出る?)   | - 22 tháng 8 năm 1993  |
| 227 | (近所のフン!?イチゴ平野でひとり旅!)   | - 29 tháng 8 năm 1993  |
| 228 | (夏のスクープ!勉三さんに赤ちゃんが?)  | - 5 tháng 9 năm 1993   |
| 229 | (そんなバカな!!72歳のイジメッ子?)     | - 12 tháng 9 năm 1993  |
| 230 | (犯人は誰だ!!ブタゴリラ0点漂流記)     | - 19 tháng 9 năm 1993  |
| 231 | (SOS!秋の大江戸セップクツアー!?)      | - 26 tháng 9 năm 1993  |
| 232 | (今年こそなるナリ!!運動会の星!?)      | - 17 tháng 10 năm 1993 |
| 233 | (ブタゴリラ探偵団!餌はトラック一台分) | - 24 tháng 10 năm 1993 |
| 234 | (オデンション?お役者仮面で大スター!)  | - 31 tháng 10 năm 1993 |
| 235 | (トンガリ改造!ママ～なんて言わない!)  | - 7 tháng 11 năm 1993  |
| 236 | (おでん異変!チャック付きのガンモドキ) | - 14 tháng 11 năm 1993 |
| 237 | (テイセイ教育委員会!学問のスルメ)     | - 21 tháng 11 năm 1993 |
| 238 | (忘れ競争!ミョウガVS逆境タイマツ)     | - 28 tháng 11 năm 1993 |
| 239 | (怒り爆発!ブタゴリラ酸っぱい戦争)     | - 5 tháng 12 năm 1993  |
| 240 | (クマダも参加?車と列車のスキー旅行!)  | - 12 tháng 12 năm 1993 |
| 241 | (トンガリ奮闘記!汗と涙のデート作戦!)  | - 19 tháng 12 năm 1993 |
| 242 | (ブタゴリラの総決算!お騒がせ大全集!)  | - 26 tháng 12 năm 1993 |

### Năm 1994
| STT | Tên tập phim                                 | Ngày phát sóng         |
| --- | -------------------------------------------- | ---------------------- |
| 243 | (5年1組熊田薫!今年の抱負は良い豆腐)          | - 16 tháng 1 năm 1994  |
| 244 | (歴史を守れ!牛若五月と弁慶の泣き所!)         | - 30 tháng 1 năm 1994  |
| 245 | (雪山参加!?ブタゴリラ救助隊出動!!)           | - 6 tháng 2 năm 1994   |
| 246 | (節分グッズ!だまって飲めば鬼になる!)         | - 13 tháng 2 năm 1994  |
| 247 | (コロ助の妹登場?八百八のおちゃっぴい)        | - 20 tháng 2 năm 1994  |
| 248 | (ブタゴリラ恐怖!!FAXされたテスト)            | - 27 tháng 2 năm 1994  |
| 249 | (24回払い?戦国時代のコンテスト!!)            | - 6 tháng 3 năm 1994   |
| 250 | (レンズ騒動!秘密のコロッケは涙入り?)         | - 13 tháng 3 năm 1994  |
| 251 | (ブタゴリラ真っ青!野菜が肉に負けた!)         | - 20 tháng 3 năm 1994  |
| 252 | (ボクがいない!!三十年後の同窓会!?)           | - 27 tháng 3 năm 1994  |
| 253 | (女子プロ真っ青!八百八のお手伝いさん)        | - 17 tháng 4 năm 1994  |
| 254 | (保存版!日本全国つぶれそうな店特集?)         | - 24 tháng 4 năm 1994  |
| 255 | (みよちゃんのBF!?ライオンがノック)           | - 1 tháng 5 năm 1994   |
| 256 | (コロ助降参!!オネショのつくり方!?)           | - 8 tháng 5 năm 1994   |
| 257 | (熊田グー!!八百八一家の夢の別荘!?)           | - 15 tháng 5 năm 1994  |
| 258 | (出場禁止!?運動オンチは誰の遺伝!!)           | - 22 tháng 5 năm 1994  |
| 259 | (24時間営業!八百八の朝まで生野菜!)           | - 29 tháng 5 năm 1994  |
| 260 | (コロ助のペット!ひらがなのかおる!?河田まこ)  | - 5 tháng 6 năm 1994   |
| 261 | (コロ助の逆襲!八百八侍を成敗するナリ)        | - 12 tháng 6 năm 1994  |
| 262 | (海のメロン!?ブタゴリラ涙の航海記!)          | - 19 tháng 6 năm 1994  |
| 263 | (めざせ北海道!西から来た赤いモグラ?)         | - 26 tháng 6 năm 1994  |
| 264 | (日米友好!コブタ対トウモロコシ!?)            | - 3 tháng 7 năm 1994   |
| 265 | (ブタゴリラ絶叫!夏休み地獄の大脱走!河田まこ) | - 17 tháng 7 năm 1994  |
| 266 | (泳ぐ宝石?びっくりザイバツの若さま!)         | - 7 tháng 8 năm 1994   |
| 267 | (夏休み偉人伝!銅像になったブタゴリラ)        | - 14 tháng 8 năm 1994  |
| 268 | (夏の名作!ブタゴリラの竹の子くらべ?)         | - 21 tháng 8 năm 1994  |
| 269 | (北の国から贈り物!五月と花子初共演!)         | - 28 tháng 8 năm 1994  |
| 270 | (衝撃告白!勉三さんはツンツルテン!?)          | - 4 tháng 9 năm 1994   |
| 271 | (新事実!タイタニック号の名犬バロン!)         | - 11 tháng 9 năm 1994  |
| 272 | (サスペンス!アメリカ土産は恐怖が一杯)        | - 18 tháng 9 năm 1994  |
| 273 | (消えたブタゴリラ!イモより怖い神隠し)        | - 23 tháng 10 năm 1994 |
| 274 | (とんだアップル?みよちゃんの初恋物語)        | - 30 tháng 10 năm 1994 |
| 275 | (謎のスイカ爆弾!伝説のボウラー熊八?)         | - 6 tháng 11 năm 1994  |
| 276 | (ついに発見!マツタケいっぱい石器時代)        | - 13 tháng 11 năm 1994 |
| 277 | (ギネス珍記録!?一日だけのクラス委員)         | - 20 tháng 11 năm 1994 |
| 278 | (人気バク発!お面になったコロ助ナリ)          | - 27 tháng 11 năm 1994 |
| 279 | (ゲージツ祭参加?愛の星降るすずらん峠)        | - 4 tháng 12 năm 1994  |
| 280 | (大安吉日!カボチャカボチャの結婚式)          | - 11 tháng 12 năm 1994 |
| 281 | (勉三さん受難!学園祭はケツバット?)           | - 18 tháng 12 năm 1994 |

### Năm 1995
| STT | Tên tập phim                            | Ngày phát sóng         |
| --- | --------------------------------------- | ---------------------- |
| 282 | (謎の物体!ノックを返す八百八カボチャ)   | - 15 tháng 1 năm 1995  |
| 283 | (新春冒険!みかん長者の書き初め!?)       | - 22 tháng 1 năm 1995  |
| 284 | (はやまるな!コロ助駆け落ち成人式!?)     | - 29 tháng 1 năm 1995  |
| 285 | (ご近所捜査網!怪盗はトンガリのママ)     | - 5 tháng 2 năm 1995   |
| 286 | (真冬の怪談?雪女のおんがえし!!)         | - 12 tháng 2 năm 1995  |
| 287 | (国際親善?スカートをはいたブタゴリラ)   | - 19 tháng 2 năm 1995  |
| 288 | (大激怒!カラスと八百八大戦争)           | - 26 tháng 2 năm 1995  |
| 289 | (キテレツ異変!年上美人にモッテモテ?)    | - 5 tháng 3 năm 1995   |
| 290 | (夢は大金持ち!めざせケン玉世界一)       | - 12 tháng 3 năm 1995  |
| 291 | (びっくり京都!あぶない天狗あらわる?)    | - 19 tháng 3 năm 1995  |
| 292 | (時を越えたライバル?モーレツ斉登場!)    | - 23 tháng 4 năm 1995  |
| 293 | (未来で目撃!コロ助お嫁さんとチュー?)    | - 30 tháng 4 năm 1995  |
| 294 | (妙子遭難!トラに食べられそうなんです)   | - 7 tháng 5 năm 1995   |
| 295 | (心は別人?みよ子が五月で五月がコロ助)   | - 14 tháng 5 năm 1995  |
| 296 | (ベンが初恋?アイドル犬とご対メーン♥)    | - 21 tháng 5 năm 1995  |
| 297 | (㊙ブタゴリラのアロエビックリ大作戦!)   | - 28 tháng 5 năm 1995  |
| 298 | (ジュラシックパニック!虫歯の恐竜発見)   | - 4 tháng 6 năm 1995   |
| 299 | (何かようかい!雨降り小僧ケヤキの祟り)   | - 11 tháng 6 năm 1995  |
| 300 | (禁断の料理?ファラオの呪いで大ピンチ)   | - 18 tháng 6 năm 1995  |
| 301 | (八百八崩壊?コスプレナイター中継!)      | - 2 tháng 7 năm 1995   |
| 302 | (夏休み直前!まだまにあう通信簿対策)     | - 9 tháng 7 năm 1995   |
| 303 | (どーして?ボクたち臨時の八百八屋さん)   | - 6 tháng 8 năm 1995   |
| 304 | (真実をあばけ!夏のみちのくミステリー)   | - 13 tháng 8 năm 1995  |
| 305 | (霊界探検!みんなであの世へ行きました)   | - 20 tháng 8 năm 1995  |
| 306 | (相手はだ～れペンフレンドくるみちゃん)  | - 27 tháng 8 năm 1995  |
| 307 | (居眠り禁止!スカッと一撃徹夜メーン☆)    | - 3 tháng 9 năm 1995   |
| 308 | (豊年マンサク!山田の中のコロ助カカシ)   | - 10 tháng 9 năm 1995  |
| 309 | (花丸一座で夢芝居?髭丸コロ助大変身!)    | - 17 tháng 9 năm 1995  |
| 310 | (突然の手紙!妙子からFROM USA?)          | - 22 tháng 10 năm 1995 |
| 311 | (百丈島伝説!コロ助は浦島太郎の子孫?)    | - 29 tháng 10 năm 1995 |
| 312 | (家族ゲーム?ママに代わってブロンドママ) | - 3 tháng 12 năm 1995  |
| 313 | (ブタゴリラ病欠?修学旅行のバスを追え)   | - 10 tháng 12 năm 1995 |
| 314 | (雪男発見!生まれはヒマラヤ日本育ち)     | - 17 tháng 12 năm 1995 |

### Năm 1996
| STT | Tên tập phim                          | Ngày phát sóng        |
| --- | ------------------------------------- | --------------------- |
| 315 | (大当り!宝くじでパンダと3千万円!?)    | - 14 tháng 1 năm 1996 |
| 316 | (女湯でアート?トンガリ画伯大爆発!)    | - 21 tháng 1 năm 1996 |
| 317 | (謎のアルバイト!むさ苦しい人大歓迎?)  | - 28 tháng 1 năm 1996 |
| 318 | (正月が二度も来た!お年玉ももう一度?)  | - 4 tháng 2 năm 1996  |
| 319 | (今世紀見オサメ!?幻のリョコウバト)    | - 11 tháng 2 năm 1996 |
| 320 | (失恋がなんだ!!どん底でドンと恋)      | - 18 tháng 2 năm 1996 |
| 321 | (春いちばん!先生が飛ばされそうナリ)   | - 25 tháng 2 năm 1996 |
| 322 | (たたり?ひな人形がコロ助を襲う!)      | - 3 tháng 3 năm 1996  |
| 323 | (トンガリ失踪!恋に破れてサメのエサ?)  | - 10 tháng 3 năm 1996 |
| 324 | (人生一度の晴れ舞台?熊田薫送辞を読む) | - 17 tháng 3 năm 1996 |
| 325 | (ブタゴリラ学説!蜃気楼は貝から出る?)  | - 21 tháng 4 năm 1996 |
| 326 | (子供の天国!遊び場いっぱいの町)       | - 28 tháng 4 năm 1996 |
| 327 | (スクープ!名犬ベン日本で一番有名な犬) | - 5 tháng 5 năm 1996  |
| 328 | (神出鬼没のいたずらっ子正体はコロ助?) | - 12 tháng 5 năm 1996 |
| 329 | (五月の恐怖!のろわれた鯉のぼり)       | - 19 tháng 5 năm 1996 |
| 330 | (男のメロン?父ちゃん一番乗り病!)      | - 2 tháng 6 năm 1996  |
| 331 | (愛のフィナーレ!さよならコロ助大百科) | - 9 tháng 6 năm 1996  |